# Carla Del Ponte
Carla Del Ponte (Lugano, Suiza, 9 de febrero de 1947) es una jurista suiza, exfiscal jefe del Tribunal de derecho penal internacional de las Naciones Unidas. Habiendo sido procuradora general en Suiza, fue nombrada fiscal del Tribunal Penal Internacional para la ex Yugoslavia (TPIY) y del Tribunal Penal Internacional para Ruanda (ICTR), en agosto de 1999, en sustitución de Louise Arbour. En 2003, el Consejo de Seguridad de Naciones Unidas la sustituyó como fiscal del Tribunal Penal Internacional para Ruanda por Hassan Bubacar Jallow en un esfuerzo por agilizar los procedimientos en ese tribunal. Siguió siendo Fiscal del TPIY hasta el 1 de enero de 2008, en que fue sucedida por Serge Brammertz. Está casada y tiene un hijo.

## Infancia y educación
Del Ponte nació en Lugano en 1947. Habla con fluidez italiano, alemán, francés e inglés. Estudió derecho en Berna y Ginebra, así como en el Reino Unido. Obtuvo su licenciatura en 1972. 
Después de completar sus estudios, Del Ponte se unió a un bufete de abogados privado en Lugano, que abandonó en 1975 para establecerse por su cuenta. 

## Fiscal del distrito de Lugano
En 1981 fue nombrada juez de instrucción, y más tarde fiscal en la Oficina del Fiscal del Distrito de Lugano. Como fiscal, Del Ponte se ocupaba de los casos de blanqueo de dinero, fraude, narcotráfico, contrabando de armas, terrorismo y espionaje, a menudo buscando en los numerosos vínculos internacionales de Suiza como centro de negocios mundial. 
Fue durante ese período cuando Del Ponte y el juez de investigación Giovanni Falcone descubrieron el vínculo entre blanqueadores de dinero suizos y el tráfico de drogas italiano en la llamada "Pizza connection". El juez Falcone fue asesinado con una bomba por la mafia. Del Ponte fue más afortunada cuando la media tonelada de explosivos colocados en su casa de Palermo fueron descubiertos a tiempo para que lograra escapar del intento de asesinato sin sufrir ningún daño. La muerte de Falcone reforzó su determinación de luchar contra la delincuencia organizada, y se convirtió en primera figura pública en Suiza, lo que obligó a disponer de una alta protección y utilizar vehículos blindados.

## Carrera judicial y diplomática
Después de servir durante cinco años en Suiza como fiscal general, en 1999 Del Ponte se unió al Tribunal Penal Internacional para la ex Yugoslavia (TPIY) y al Tribunal Penal Internacional para Ruanda (ICTR) para tratar casos de crímenes de guerra, como fiscal. En una entrevista a finales de 2001 sobre los crímenes de guerra cometidos durante las guerras yugoslavas de la década de 1990, Del Ponte dijo: "La justicia para las víctimas y los supervivientes requiere un esfuerzo a nivel internacional y nacional". 
El 30 de enero de 2007 Del Ponte anunció su intención de dimitir como Fiscal Jefe del Tribunal al final del año, afirmando que era "hora de volver a una vida normal." Fue sucedida por Serge Brammertz el 1 de enero de 2008. 
Fue nombrada Embajadora de Suiza en Argentina en enero de 2008, cargo que desempeñó hasta febrero de 2011, cuando se jubiló.

## Acusaciones de contrabando de órganos
En 2008, Del Ponte publicó un libro, "La Caza", en el que recogía amplias pruebas de que los albaneses de Kosovo realizaron contrabando de órganos humanos de serbios secuestrados tras la guerra de Kosovo, finalizada en 1999. Su libro creó una gran controversia internacional. Estas acusaciones vinculaban al que sería nombrado primer ministro de Kosovo, el antiguo dirigente del UÇK, Hashim Thaçi. 
El Tribunal Penal Internacional para la ex Yugoslavia admitió la gravedad de las denuncias de Del Ponte, y manifestó que la falta de pruebas sobre este hecho impedía que fuera llevado ante los magistrados del tribunal.

### Controversia
La periodista Florence Hartmann, quien fue portavoz de Del Ponte mientras ella era Fiscal del TPIY, criticó fuertemente a Del Ponte por presentar estas acusaciones sin pruebas. Después de haber subrayado la inverosimilitud de las alegaciones (ausencia de condiciones sanitarias y de medios de transporte apropiados), le recuerda que el rol de un tribunal es de establecer hechos comprobados con el fin de distinguirlos de los rumores, la propaganda y el revisionismo de mala fe.

## Película
En octubre de 2008 se estrenó "La lista de Carla", película documental del director suizo Marcel Schüpbach que profundiza en las actuaciones de Del Ponte como fiscal jefe del TPIY y explica cómo funciona la justicia internacional.

## Premios
- 2001, Premio Grupo Compostela.[10]